# Камышеваха (Лутугинский район)
Камышева́ха (укр. Комишуваха) — посёлок в Лутугинском районе Луганской области Украины. Под контролем самопровозглашённой Луганской Народной Республики. Входит в Белореченский поселковый совет.

## География
Соседние населённые пункты: посёлки Белое на севере, Юрьевка на северо-западе, Шимшиновка на юго-западе, Комсомолец и Белореченский на востоке.
В Луганской области имеется ещё один одноимённый посёлок Камышеваха в Попаснянском районе.

## Население
Население по переписи 2001 года составляло 11 человек.

## Общие сведения
Почтовый индекс — 92017. Телефонный код — 6436. Занимает площадь 0,054 км².

## Местный совет
92016, Луганская обл., Лутугинский р-н, пгт. Белореченский, ул. Ленина, 14.